# Lactarius subumbonatus
Lactarius subumbonatus é um fungo que pertence ao gênero de cogumelos Lactarius na ordem Russulales. Foi primeiramente descrito cientificamente por Sven Johan Lindgren em 1845.